# Proračun
Proračun (tudi budžét) je numerični načrt virov in porabe sredstev znotraj določenega časovnega obdobja. Najpogostejši je letni finančni proračun, kjer sredstva predstavlja denar oziroma finance, obdobje pa je določeno kot eno leto.
Proračuni lahko obravnavajo tudi druga sredstva, ki jih je mogoče količinsko meriti, kot so čas v delovnih urah ali okoljski vplivi v tonah emisij toplogrednih plinov in podobno.
Proračun je osnovno orodje za planiranje prihodkov in odhodkov v državi, javnih organih in v podjetjih, redkeje ga uporabljajo tudi družine ali posamezniki. Proračun je zapisan načrt prihodkov in odhodkov, preko katerega se vzpostavi ocena potrebnih sredstev in časa za doseganje ciljev, ki potem služijo za določitev prioritet. Proračun tudi daje informacijo če bojo prihodki presegali odhodke, čemur rečemo proračunski presežek, ali če bodo odhodkih presegali prihodke, čemur rečemo proračunski primanjkljaj.

## Državni proračun
Državni proračun je en izmed pomembnejših aktov državne uprave. Pripravi ga Ministrstvo za finance v sodelovanju z drugimi ministrstvi, potrdi pa ga Državni zbor, praviloma v letu pred obdobjem veljavnosti. Državni proračun se lahko tudi spremeni znotraj leta, v katerem se izvaja, v tem primeru gre za rebalans državnega proračuna. Po zaključku obdobja izvajanja proračuna se sprejme zaključni račun, ki predstavlja analizo doseganja načrtov iz proračuna.
Za vsakoletni državni proračun Računsko sodišče izvede pregled oz. revizijo.